# McCrory (Arkansas)
McCrory è una città degli Stati Uniti d'America situata nello Stato dell'Arkansas, nella Contea di Woodruff.